# Castine-en-Plaine
Castine-en-Plaine è un comune francese di nuova costituzione in Normandia, dipartimento del Calvados, arrondissement di Caen. Il 1º gennaio 2019 è stato creato accorpando i comuni di Hubert-Folie, Rocquancourt e Tilly-la-Campagne.